# Scottish Football Hall of Fame
Scottish Football Hall of Fame är skotsk fotbolls officiella Hall of Fame. Den grundades år 2004 och nya medlemmar väljs in varje år.
Henke Larsson och Brian Laudrup var de första utlänningarna på listan när de upptogs år 2006. För närvarande (2019) omfattar listan 122 spelare, tränare och lag samt andra som haft betydelse för sporten.

## Medlemmar
| År   | Bild                               | Namn                | Källa  |
| ---- | ---------------------------------- | ------------------- | ------ |
| 2004 | Statue of Jim Baxter               | Jim Baxter          | [ 2 ]  |
| 2004 | Billy Bremner                      | Billy Bremner       | [ 2 ]  |
| 2004 | Matt Busby                         | Matt Busby          | [ 2 ]  |
| 2004 | Kenny Dalglish in 2009             | Kenny Dalglish      | [ 2 ]  |
| 2004 | Alex Ferguson in 2006              | Alex Ferguson       | [ 2 ]  |
| 2004 | –                                  | Hughie Gallacher    | [ 2 ]  |
| 2004 | Statue of John Greig               | John Greig          | [ 2 ]  |
| 2004 | Jimmy Johnstone in 1971            | Jimmy Johnstone     | [ 2 ]  |
| 2004 | Denis Law in 2011                  | Denis Law           | [ 2 ]  |
| 2004 | Dave Mackay in 2006                | Dave Mackay         | [ 2 ]  |
| 2004 | Danny Grain in 2013                | Danny McGrain       | [ 2 ]  |
| 2004 | Jimmy McGrory                      | Jimmy McGrory       | [ 2 ]  |
| 2004 | Billy McNeill in 1982              | Billy McNeill       | [ 2 ]  |
| 2004 | –                                  | Willie Miller       | [ 2 ]  |
| 2004 | –                                  | Bobby Murdoch       | [ 2 ]  |
| 2004 | Statue of Shankley at Anfield      | Bill Shankly        | [ 2 ]  |
| 2004 | –                                  | Gordon Smith        | [ 2 ]  |
| 2004 | Souness in 2001                    | Graeme Souness      | [ 2 ]  |
| 2004 | Jock Stein in 1971                 | Jock Stein          | [ 2 ]  |
| 2004 | –                                  | Willie Woodburn     | [ 2 ]  |
| 2005 | Charles Campbell                   | Charles Campbell    | [ 3 ]  |
| 2005 | Alex James                         | Alex James          | [ 3 ]  |
| 2005 | Joe Jordan in 2009                 | Joe Jordan          | [ 3 ]  |
| 2005 | Bobby Lennox in 1971               | Bobby Lennox        | [ 3 ]  |
| 2005 | –                                  | Jim McLean          | [ 3 ]  |
| 2005 | Alex McLeish in 2012               | Alex McLeish        | [ 3 ]  |
| 2005 | Alan Morton                        | Alan Morton         | [ 3 ]  |
| 2005 | –                                  | Lawrie Reilly       | [ 3 ]  |
| 2005 | –                                  | Willie Waddell      | [ 3 ]  |
| 2005 | John White in 1961                 | John White          | [ 3 ]  |
| 2005 | –                                  | George Young        | [ 3 ]  |
| 2006 | Statue of Davie Cooper in Hamilton | Davie Cooper        | [ 4 ]  |
| 2006 | Tommy Gemmell in 1971              | Tommy Gemmell       | [ 4 ]  |
| 2006 | –                                  | Richard Gough       | [ 4 ]  |
| 2006 | –                                  | Willie Henderson    | [ 4 ]  |
| 2006 | –                                  | Sandy Jardine       | [ 4 ]  |
| 2006 | Henrik Larsson in 2014             | Henrik Larsson      | [ 4 ]  |
| 2006 | Brian Laudrup in 2013              | Brian Laudrup       | [ 4 ]  |
| 2006 | –                                  | Willie Ormond       | [ 4 ]  |
| 2006 | John Robertson in 1980             | John Robertson      | [ 4 ]  |
| 2006 | –                                  | Billy Steel         | [ 4 ]  |
| 2006 | Tommy Walker in 1947               | Tommy Walker        | [ 4 ]  |
| 2007 | –                                  | Willie Bauld        | [ 5 ]  |
| 2007 | –                                  | Eric Caldow         | [ 5 ]  |
| 2007 | –                                  | Jimmy Cowan         | [ 5 ]  |
| 2007 | Alan Hansen in 2004                | Alan Hansen         | [ 5 ]  |
| 2007 | Ally McCoist in 1994               | Ally McCoist        | [ 5 ]  |
| 2007 | Rose Reilly in 1975                | Rose Reilly         | [ 5 ]  |
| 2007 | –                                  | Walter Smith        | [ 5 ]  |
| 2007 | Gordon Strachan in 2007            | Gordon Strachan     | [ 5 ]  |
| 2007 | –                                  | Eddie Turnbull      | [ 5 ]  |
| 2008 | –                                  | Bobby Evans         | [ 6 ]  |
| 2008 | –                                  | Archie Gemmill      | [ 6 ]  |
| 2008 | Derek Johnstone in 1978            | Derek Johnstone     | [ 6 ]  |
| 2008 | Jim Leighton in 2009               | Jim Leighton        | [ 6 ]  |
| 2008 | Billy Liddell in 1939              | Billy Liddell       | [ 6 ]  |
| 2008 | Ian St John in 1966                | Ian St. John        | [ 6 ]  |
| 2008 | Portrait of Bill Struth            | Bill Struth         | [ 6 ]  |
| 2008 | John Thomson                       | John Thomson        | [ 6 ]  |
| 2009 | –                                  | Steve Archibald     | [ 7 ]  |
| 2009 | –                                  | Bertie Auld         | [ 7 ]  |
| 2009 | –                                  | Jimmy Delaney       | [ 7 ]  |
| 2009 | –                                  | Alan Gilzean        | [ 7 ]  |
| 2009 | –                                  | Mo Johnston         | [ 7 ]  |
| 2009 | Paul Lambert in 2011               | Paul Lambert        | [ 7 ]  |
| 2009 | –                                  | Willie Maley        | [ 7 ]  |
| 2009 | –                                  | David Meiklejohn    | [ 7 ]  |
| 2010 | –                                  | Craig Brown         | [ 8 ]  |
| 2010 | –                                  | Andy Goram          | [ 8 ]  |
| 2010 | –                                  | Bobby Johnstone     | [ 8 ]  |
| 2010 | –                                  | Paul McStay         | [ 8 ]  |
| 2010 | –                                  | David Narey         | [ 8 ]  |
| 2010 | –                                  | Tiny Wharton        | [ 8 ]  |
| 2011 | Terry Butcher in 2011              | Terry Butcher       | [ 9 ]  |
| 2011 | Paddy Crerand in 2011              | Pat Crerand         | [ 9 ]  |
| 2011 | Robert Smyth McColl in c. 1901     | Robert Smyth McColl | [ 9 ]  |
| 2011 | –                                  | Hugh McIlvanney     | [ 9 ]  |
| 2011 | –                                  | Ronnie Simpson      | [ 9 ]  |
| 2012 | –                                  | Pat Stanton         | [ 10 ] |
| 2012 | –                                  | Bob McPhail         | [ 10 ] |
| 2012 | –                                  | Gordon McQueen      | [ 10 ] |
| 2012 | Frank McLintock in 2009            | Frank McLintock     | [ 10 ] |
| 2012 | Andrew Watson                      | Andrew Watson       | [ 10 ] |
| 2013 | –                                  | Bobby Walker        | [ 11 ] |
| 2013 | –                                  | Eddie Gray          | [ 11 ] |
| 2013 | –                                  | Alan Rough          | [ 11 ] |
| 2013 | –                                  | Scot Symon          | [ 11 ] |
| 2013 | –                                  | Martin Buchan       | [ 11 ] |
| 2013 | Tommy Docherty in 2017             | Tommy Docherty      | [ 11 ] |
| 2014 | –                                  | Bill Brown          | [ 12 ] |
| 2014 | –                                  | Peter Lorimer       | [ 12 ] |
| 2014 | –                                  | McCrae's Battalion  | [ 12 ] |
| 2014 | –                                  | Davie Wilson        | [ 12 ] |
| 2014 | –                                  | Charlie Nicholas    | [ 12 ] |
| 2015 | –                                  | Bobby Brown         | [ 13 ] |
| 2015 | George Graham in 1970              | George Graham       | [ 13 ] |
| 2015 | –                                  | Stewart Hillis      | [ 13 ] |
| 2015 | –                                  | Ally MacLeod        | [ 13 ] |
| 2015 | –                                  | Maurice Malpas      | [ 13 ] |
| 2016 | –                                  | Stevie Chalmers     | [ 14 ] |
| 2016 | John Wark in 2006                  | John Wark           | [ 14 ] |
| 2016 | Gary McAllister in 2010            | Gary McAllister     | [ 14 ] |
| 2016 |                                    | Jock Wallace Jr.    | [ 14 ] |
| 2016 | –                                  | Alex Smith          | [ 14 ] |
| 2017 | –                                  | John Clark          | [ 15 ] |
| 2017 | Willie Wallace in 1971             | Willie Wallace      | [ 15 ] |
| 2017 | –                                  | Jim Craig           | [ 15 ] |
| 2017 | John McGovern in 2007              | John McGovern       | [ 15 ] |
| 2017 | –                                  | Allan McGraw        | [ 15 ] |
| 2017 | –                                  | Archie Macpherson   | [ 15 ] |
| 2017 | –                                  | Queen's Park        | [ 15 ] |
| 2017 | –                                  | Lisbon Lions        | [ 15 ] |
| 2018 | Roy Aitken                         | Roy Aitken          | [ 16 ] |
| 2018 | Julie Fleeting                     | Julie Fleeting      | [ 16 ] |
| 2018 | –                                  | Archie Knox         | [ 16 ] |
| 2018 | –                                  | Ian McMillan        | [ 16 ] |
| 2019 | –                                  | Patsy Gallacher     | [ 17 ] |
| 2019 | –                                  | Joe Harper          | [ 17 ] |
| 2019 | –                                  | Tommy McLean        | [ 17 ] |
| 2019 | –                                  | John Robertson      | [ 17 ] |
| 2019 | Colin Stein                        | Colin Stein         | [ 17 ] |
| 2019 | –                                  | Paul Sturrock       | [ 17 ] |